# Ерликая, Али
Али Ерликая (тур. Ali Yerlikaya; род. 11 октября 1968, Конья) — политический деятель Турции. Министр внутренних дел Турции с 3 июня 2023 года.

## Биография
В мае 2019 года министерство внутренних дел Турции назначило действующего губернатора ила Стамбул Али Ерликая, исполняющим обязанности мэра Стамбула до тех пор, пока вакансия не будет занята после проведения голосования. На должности исполняющего обязанности мэра, подвергался критике за принятие решений, которые оппозиция считала выходящими за пределы его компетенции. Также критиковали за то, что он якобы закрывал глаза на наличие постеров, поддерживающих Бинали Йылдырыма, и политические кампании, проводимые муниципальными служащими, которые обязаны сохранять нейтралитет.
Находясь на посту губернатора Газиантепа, он сделал ряд оговорок во время заявлений о захваченных боевиках из Исламского государства Ирака и Леванта (ИГИЛ). Однажды упомянул обвиняемого члена ИГИЛ, находящегося под судом, несколько раз использовав формальный суффикс «бей» после его имени. Его комментарии подверглись критике за якобы проявление уважения к боевикам ИГИЛ. В ответ Али Ерликая заявил, что его неправильно поняли и что подозреваемый боевик является невиновным, пока обратное не будет доказано в суде.
В другом случае его раскритиковали за то, что он высказался по поводу террориста-смертника ИГИЛ в явно поддерживающей манере после того, как тот якобы сдался полиции. Али Ерликая снова отверг критику, заявив, что его слова поддержки были адресованы полицейской операции.